# Holló László
Holló László (Kiskunfélegyháza, 1887. március 6. – Debrecen, 1976. augusztus 14.) Kossuth-díjas magyar festő.
Az alföldi iskola egyik jeles képviselője. Művészetszemléletében a Munkácsy tradíciót és a nagybányai iskola hagyományait követi, de a 19. és 20. század fordulóján élő művészeti irányzatok eredményeit is hasznosítja az alföldi emberek és tájak megjelenítésében. Nagybátyja Holló Lajos (1859–1918) újságíró, politikus.

## Életpályája
Holló László (1857–1909) és Kocsis Julianna fia. Édesapja a kiskunfélegyházi Főgimnázium igazgatója volt, itt érettségizett Holló László, a család elsőszülött fia. 1904-től 1909-ig a budapesti Mintarajziskolában tanult, mesterei Székely Bertalan és Szinyei Merse Pál. 1909-től 1911-ig Hollósy Simon mester iskolájában folytatta tanulmányait Münchenben. 1911-től párizsi, spanyolországi és itáliai tanulmányutakat tett. 1914-ben hazatérve Debrecenben telepedett meg, mintegy 40 éven át, 1928 és 1968 között nyaranként Tiszadadán alkotott; Tiszadada volt az ő Barbizonja és Nagybányája.
Felesége Hrabéczi Anna (1888–1956) volt, akit 1915. október 30-án Debrecenben vett nőül.

## Művészete
A bibliai és történelmi témák mentén sikeres szimbolikus kompozíciókat alkotott. Alföldi témájú festménye a legtöbb és a legértékesebb, amelyekből az 1910-es évek elején készült művein a szecesszió hatása érződik, az 1920-as évek elején az impresszionizmus és a divizionizmus hat művészetére, 1924-től az expresszionista stílust ötvözi sajátosan egyéni ábrázolási módjával. Leginkább mégis a nagybányai hagyományokat fejlesztette tovább, nála jelentkezik a közönség által annyira kedvelt posztnagybányai stílus a modern festészeti irányzatok egyes vonásaival megerősítve (foltszerű ábrázolás, erős fény-árnyék hatások, egyre derűsebb színek, a természet és az emberi érzelmek együttes megjelenítése). Posztnagybányai stílusban festette ő a Nagyalföld tájait, embereit, nagy kincse az alföldi kultúrának az ő festészete.

## Emlékezete

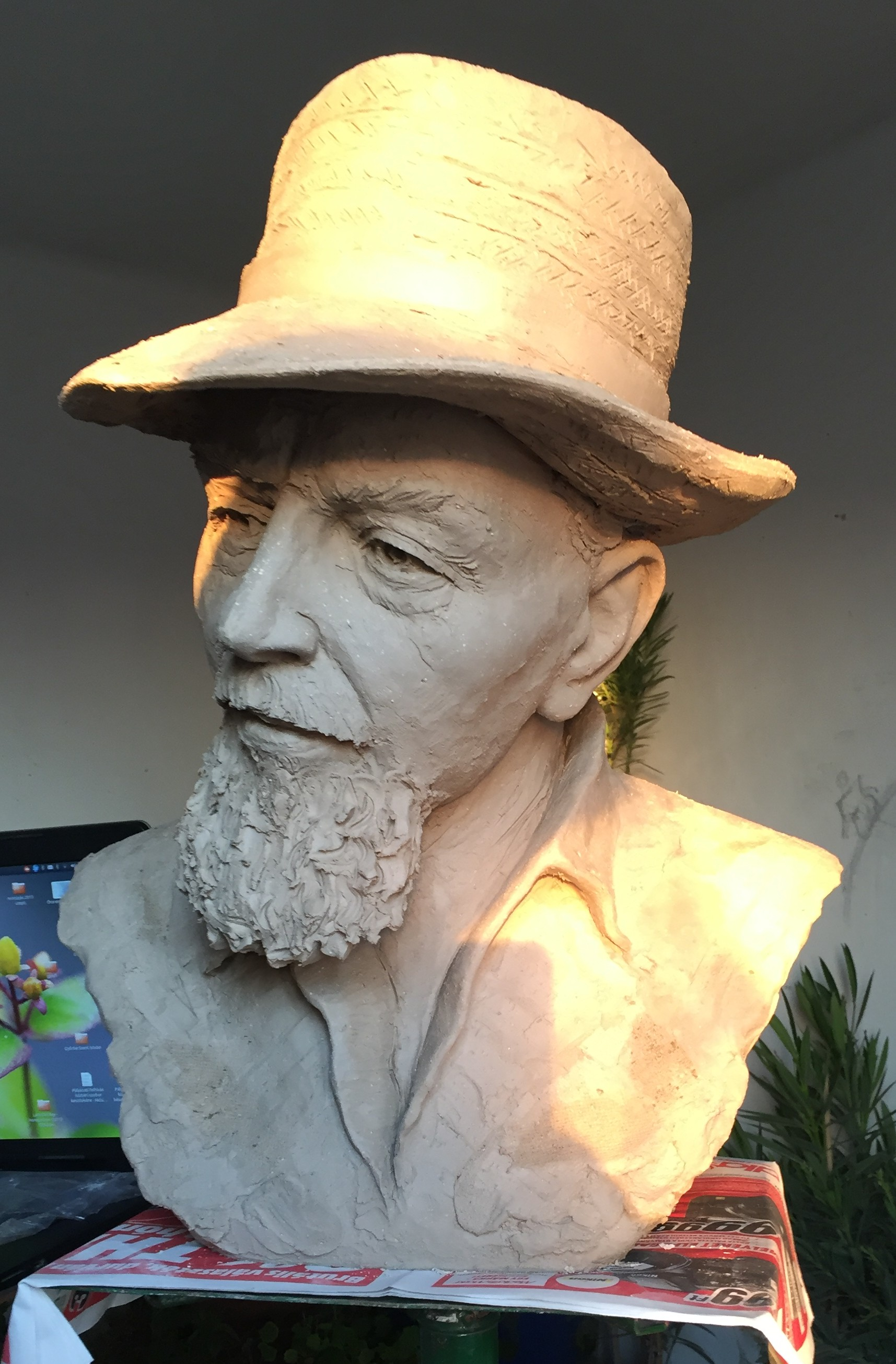
Holló László terrakotta mellszobra (Juha Richárd alkotása)

1974-ben 500 művét ajándékozta Debrecen városának, ebből az anyagból nyitották meg 1978-ban, majd 1986-ban újrarendezve debreceni emlékmúzeumát, a Holló László Emlékmúzeumot, amely a Déri Múzeum filiáléja. Kiskunfélegyházán képzőművészeti kör alakult az emlékére Holló László Képzőművész Kör néven 1961-ben.
1994-ben megnyitották a Holló László Galériát Putnokon, amely állandó kiállítást tart fenn Holló László műveiből. Az állandó kiállításon Holló László művei mellett további alkotások is szerepelnek, a képzőművészeti alkotások szerzői Bodó Sándor, Feledy Gyula, Józsa János, Kiss Nagy András, Medgyessy Ferenc. A galériát a gömöri Hétben született Újvári Zoltán néprajztudós és műgyűjtő alapította saját képzőművészeti gyűjteményéből.
Legtöbb művét a debreceni Déri Múzeum Holló László Emlékmúzeumában őrzik, továbbá szülőhelyén, a Kiskun Múzeumban, a Magyar Nemzeti Galériában Budapesten, s legújabban a putnoki Holló László Galériában.
Emlékét őrzi még emellett a Holló László-díj.
Holló Lászlót ábrázoló bronz mellszobor tekinthető meg a hajdúhadházi könyvtárban, valamint Juha Richárd szobrász is emléket állított neki egy terrakotta mellszobor elkészítésével.

## Művei (válogatás)
- 1907 Kalapos nő (olaj, vászon, 55 x 40,5 cm; Kiskun Múzeum, Kiskunfélegyháza)
- 1913 Kiskunfélegyházi kiscseléd (olaj, vászon, 60 x 40 cm; Kiskun Múzeum, Kiskunfélegyháza)
- 1913 Kiskundorozsmai parasztszoba (olaj, vászon, 150 x 150 cm; Kiskun Múzeum, Kiskunfélegyháza)
- 1922-23 Feleségem (olaj, vászon, 80 x 64 cm; Kiskun Múzeum, Kiskunfélegyháza)
- 1926 Szent Antal megkísértése (olaj, vászon, 204 x 150 cm; Déri Múzeum, Debrecen)
- 1926 Önarckép (olaj, karton, 39 x 39 cm; Déri Múzeum, Debrecen)
- 1928 Lucernakaszálás idején (olaj, vászon, 80 x 65 cm; Déri Múzeum, Debrecen)
- 1928 Önarckép (olaj, vászon, 41 x 33 cm; magántulajdonban)
- 1929Parasztfej (olaj, vászon, 72 x 69,5 cm; Kiskun Múzeum, Kiskunfélegyháza)
- 1929 Cigányleány (olaj, vászon, 110 x 64 cm; Déri Múzeum, Debrecen)
- 1929 Fehér ló áldozása (olaj, vászon, 80 x 65 cm; magántulajdonban)
- 1929 Sírba tétel (Olaj, vászon, 73 x 63 cm; magántulajdonban)
- 1929 Iskolások (olaj, vászon, 81 x 65 cm; Déri Múzeum, Debrecen)
- 1929 Kérészszedők (olaj, vászon, 95 x 87 cm; magántulajdonban)
- 1934 Önarckép (olaj, vászon, 40,5 x 33 cm; Déri Múzeum, Debrecen)
- 1940 Lakodalmasok (olaj, falemez, 79 x 99 cm; Déri Múzeum, Debrecen)
- 1940 Vihar előtt (Akvarell, papír, 32 x 23 cm; magántulajdonban)
- 1941 Vihar előtti csend (olaj, fa, 60 x 73 cm; Kiskun Múzeum, Kiskunfélegyháza)
- 1943 Tanyán (Olaj, fa, 60 x 73 cm; Magyar Nemzeti Galéria, Budapest)
- 1948 Tócóskerti táj (olaj, falemez, 46,5 x 54 cm; Déri Múzeum, Debrecen)
- 1950-es évek Tavasz[5]
- 1951 Öreg paraszt : Nagy István a szociális otthonból (Olaj, fa, 54,5 x 65 cm; Kiskun Múzeum, Kiskunfélegyháza)
- 1952 Fuvaros szekér (Olaj, vászon, 73 x 60 cm; Magyar Nemzeti Galéria, Budapest)
- 1953 Bús magyar ló (olaj, vászon, 47 x 56 cm; Kiskun Múzeum, Kiskunfélegyháza)
- 1957 Kaszáló parasztok (olaj, fa, 54,5 x 65 cm; Kiskun Múzeum, Kiskunfélegyháza)
- 1958 Tökös-kancsós csendélet (olaj, vászon, 78 x 64 cm; magántulajdonban)
- 1960 Virágcsendélet (olaj, vászon, 80 x 65 cm; magántulajdonban)
- 1962 vagy 1963"Balaton" (olaj, vászon, kb.25 x 50 cm); Nem szerette a Balatont festeni, de egy gyerek kedvéért megtette Fonyódligeten. A kép elveszett.

## Társasági tagság
- Union Internationale des Beaux-Arts et des Lettres tagja (1912)
- Művészház tagja (1924-1927)
- Ady Társaság tagja (1927-1930-ban első osztályelnöke)
- KUT tagja (1942-1949)
- Művészek Szabadszervezete tagja (1946-1949)

## Díjai (válogatás)
- Szinyei-díj (1941)
- Munkácsy Mihály-díj (1956)
- Munkácsy plakett és díj (1960)
- Kossuth-díj (1961)
- Érdemes művész (1964)
- Debrecen város művészeti díja (1968)
- Kiváló művész (1971)
- Aranydiploma, Hatvan (1974)
- Kiskunfélegyháza díszpolgára (1974)
- Debrecen díszpolgára (1975)